# Apatura suspirans
Apatura suspirans är en fjärilsart som beskrevs av Nikolaus Poda von Neuhaus 1764. Apatura suspirans ingår i släktet Apatura och familjen praktfjärilar. Inga underarter finns listade i Catalogue of Life.